# Generalidad del álgebra
En la historia de las matemáticas, la generalidad del álgebra fue una expresión usada por Augustin Louis Cauchy para describir un método de argumento que era usado en el siglo XVIII por matemáticos como Leonhard Euler y Joseph-Louis Lagrange, particularmente en la manipulación de series infinitas. De acuerdo a Koetsier, el principio de la generalidad del álgebra asumía, toscamente, que las reglas algebraicas que están vigentes para ciertas clases de expresiones pueden ser extendidas para, en general, abarcar una clase más grande de objetos, incluso si las reglas ya no son obviamente válidas. Consecuentemente, los matemáticos del siglo XVIII creían que ellos podían únicamente derivar resultados más significativos aplicando las reglas usuales del álgebra y el cálculo que se utilizaban para las expansiones finitas incluso cuando se manipulaban expansiones infinitas. En obras como Cours d'Analyse, Cauchy rechazó el uso de los métodos de la "generalidad del álgebra" y buscó una expresión más rigurosa para el análisis matemático.
Un ejemplo, es la derivada de Euler de la serie
| {\displaystyle {\frac {\pi -x}{2}}=\sin x+{\frac {1}{2}}\sin 2x+{\frac {1}{3}}\sin 3x+\cdots } | \| \| \| \| \| \| \| \| | (1) |
|                                                                                                |                         |     |
|                                                                                                |                         |     |

para {\displaystyle 0<x<\pi }. Él principalmente evaluó la identidad
| {\displaystyle {\frac {1-r\cos x}{1-2r\cos x+r^{2}}}=1+r\cos x+r^{2}\cos 2x+r^{3}\cos 3x+\cdots } | \| \| \| \| \| \| \| \| | (2) |
|                                                                                                   |                         |     |
|                                                                                                   |                         |     |

cuando {\displaystyle r=1} para obtener
| {\displaystyle 0={\frac {1}{2}}+\cos x+\cos 2x+\cos 3x+\cdots .} | \| \| \| \| \| \| \| \| | (3) |
|                                                                  |                         |     |
|                                                                  |                         |     |

Las serie infinita en el lado derecho de (3) diverge para todos los valores de {\displaystyle x} reales. Sin embargo al integrar esto término por término da como resultado (1), una identidad que es conocida por ser verdadera, gracias a los métodos modernos.